# 2355 Nei Monggol
2355 Nei Monggol је астероид главног астероидног појаса са пречником од приближно 16,96 .
Афел астероида је на удаљености од 3,375 астрономских јединица (АЈ) од Сунца, а перихел на 2,660 АЈ.
Ексцентрицитет орбите износи 0,118, инклинација (нагиб) орбите у односу на раван еклиптике 10,001 степени, а орбитални период износи 1914,992 дана (5,242 година).
Апсолутна магнитуда астероида је 11,40 а геометријски албедо 0,169.
Астероид је откривен 30. октобра 1978. године.